# العلاقات الجورجية اللاتفية
العلاقات الجورجية اللاتفية هي العلاقات الثنائية التي تجمع بين جورجيا ولاتفيا.

## مقارنة بين البلدين
هذه مقارنة عامة ومرجعية للدولتين:
| وجه المقارنة                                              | جورجيا                          | لاتفيا                                             |
| --------------------------------------------------------- | ------------------------------- | -------------------------------------------------- |
| المساحة (كم2)                                             | 69.70 ألف                       | 64.59 ألف                                          |
| عدد السكان (نسمة)                                         | 3.72 مليون                      | 1.93 مليون                                         |
| الكثافة السكانية (ن./كم²)                                 | 53.37                           | 29.88                                              |
| العاصمة                                                   | تبليسي، كوتايسي                 | ريغا                                               |
| اللغة الرسمية                                             | اللغة الجورجية، اللغة الأبخازية | اللغة اللاتفية                                     |
| العملة                                                    | لاري جورجي                      | يورو، لاتس لاتفي، الروبل اللاتفي ‏، الروبل اللاتفي ‏ |
| الناتج المحلي الإجمالي (بليون دولار)                      | 15.16 مليار                     | 30.26 مليار                                        |
| الناتج المحلي الإجمالي (تعادل القوة الشرائية) بليون دولار | 35.68 مليار                     | 49.24 مليار                                        |
| الناتج المحلي الإجمالي الاسمي للفرد دولار أمريكي          | 3.79 ألف                        | 14.06 ألف                                          |
| الناتج المحلي الإجمالي للفرد دولار أمريكي                 |                                 | 23.55 ألف                                          |
| مؤشر التنمية البشرية                                      | 0.754                           | 0.819                                              |
| رمز المكالمات الدولي                                      | +995                            | +371                                               |
| رمز الإنترنت                                              | .ge، .გე ‏                       | .lv                                                |
| المنطقة الزمنية                                           | ت ع م+04:00                     | ت ع م+02:00، ت ع م+03:00، أوروبا/ريغا ‏             |

## مدن متوأمة
في ما يلي قائمة باتفاقيات التوأمة بين مدن جورجية ولاتفية:
- ترتبط شياتورا مع سيغولدا باتفاقية توأمة منذ 6 أبريل 2009.
- ترتبط باطوم مع داوغافبيلس باتفاقية توأمة منذ 1992.[16][17][18][19]

## منظمات دولية مشتركة
يشترك البلدان في عضوية مجموعة من المنظمات الدولية، منها:
| علم المنظمة | اسم المنظمة                             | تاريخ انضمام جورجيا | تاريخ انضمام لاتفيا |
| ----------- | --------------------------------------- | ------------------- | ------------------- |
|             | اتفاقية السماوات المفتوحة               | ?                   | ?                   |
|             | يونسكو                                  | 7 أكتوبر 1992       | 9 يوليو 1951        |
|             | الفريق المعني برصد الأرض                | ?                   | ?                   |
|             | مؤسسة التمويل الدولية                   | 29 يونيو 1995       | 29 سبتمبر 1993      |
|             | مجلس أوروبا                             | 27 أبريل 1999       | ?                   |
|             | مؤسسة التنمية الدولية                   | 31 أغسطس 1993       | 11 أغسطس 1992       |
|             | منظمة التجارة العالمية                  | 14 يونيو 2000       | 1999                |
|             | منظمة الأمن والتعاون في أوروبا          | 24 مارس 1992        | 10 سبتمبر 1991      |
|             | المنظمة الأوروبية لسلامة الملاحة الجوية | 2012                | 2011                |
|             | الاتحاد البريدي العالمي                 | ?                   | ?                   |
|             | الاتحاد الدولي للاتصالات                | 7 يناير 1993        | 11 ديسمبر 1921      |
|             | الأمم المتحدة                           | 31 يوليو 1992       | 17 سبتمبر 1991      |
|             | البنك الدولي للإنشاء والتعمير           | 7 أغسطس 1992        | 11 أغسطس 1992       |
|             | المنظمة الهيدروغرافية الدولية           | ?                   | ?                   |

## وصلات خارجية
- موقع وزارة الخارجية الجورجية
- موقع وزارة الخارجية اللاتفية